# 高仙芝
高仙芝（？—756年1月27日），高麗族唐朝名將，爵至密云郡公。其生平活躍於唐玄宗時期，最著名的事蹟是率領唐軍於中亞與阿拉伯帝國展開怛罗斯战役。

## 生平

### 家世
高仙芝本是高句麗人。「高」乃高句麗王族扶余王之姓。扶余王族传28世（705年），总章元年被唐朝消灭。高仙芝有可能是其后裔。
父親是高句丽人高舍鷄，公元668年高句丽滅亡之後，高舍雞内迁中原，一開始在河西四鎮從軍，逐漸升遷至四鎮十將、諸衛將軍。

### 從軍生涯
高仙芝善骑射。二十歲時，跟隨父親到安西四鎮，因父親的功勞而被授予遊擊將軍的武散官，數年後，即官拜諸衞將軍，與父親同級。
起初在節度使田仁琬、蓋嘉運等旗下工作，並沒有什麼名聲得到欣賞。開元末年，后来新的节度使夫蒙靈詧上表把他提拔为焉耆鎮守使、安西都护府副都护、安西四鎮（龟兹、焉耆、于阗、疏勒）都知兵马使。

### 征服小勃律國
高仙芝名揚史冊的第一戰是收服小勃律國。小勃律原來為大唐的屬國，也是吐蕃通往安西四鎮的交通要道，不過自從吐蕃（第36任）贊普赤德祖贊把公主墀瑪絡（贊普姐）嫁給小勃律王蘇失利之為妃後，小勃律國就倒向了吐蕃了。吐蕃進而控制了西北各國，出現了「西北二十餘國皆臣吐蕃」的局面，大唐幾任安西節度使田仁琬、蓋嘉運、夫蒙靈詧數次派兵討伐，皆無功而返。天宝六載（747年）三月，唐玄宗特別敕令時任安西副節度使高仙芝为行营节度使，由高仙芝率領步骑一萬人，他們從安西都護府所在地龜茲（新疆庫車）出發，自安西行十五日至撥換城（今新疆阿克蘇），又十餘日至握瑟德（今新疆巴楚東北），又十餘日至疏勒（今新疆喀什），又二十餘日至蔥嶺（今帕米尔高原，海拔4,000 - 7,700米）守捉，又行二十餘日至播密川，又二十餘日至特勒滿川，即五識匿國也。在特勒滿川，高仙芝兵分三路：派疏勒守捉使趙崇玭統三千騎進攻吐蕃人駐守的連雲堡，自北谷入；使撥換守捉使賈崇瓘自赤佛堂路入；自己與太監邊令誠自護密國入，圍攻連雲堡。在連雲堡戰役中，擊潰吐蕃主力，是役「 從辰至巳，大破之。至夜奔逐，殺五千人，生擒千人，餘並走散。得馬千餘匹，軍資器械不可勝數。」
攻克連雲堡後，再翻越滿是冰川和懸崖的坦驹岭（今兴都库什山东端，海拔約4,600米）山口，抵達小勃律國都阿弩越城，攻城前，先切斷印度河上連接吐蕃和大勃律的藤橋，因失去外援，小勃律被迫開城投降，小勃律王夫婦被俘虜，唐改其國號為歸仁，設歸仁軍鎮守。此役過後，西域各國重新歸附唐朝 ，747年，高仙芝被擢升为鸿胪卿，假御史中丞，为安西四镇节度使。旋加左金吾卫大将军。
此后唐王朝和吐蕃、倭马亚王朝关系日益敌意。当时有72个中亚的粟特、印度教王国藩属唐王朝。高仙芝任节度使，辖区包括今天乌兹别克斯坦境内的咸海南部、库车、克什米尔，在今天巴基斯坦的北部地區和阿富汗的喀布尔都设有分支机构。

### 怛罗斯战役
天宝九載（750年），高仙芝征服石国（塔什干），俘虏其王，送到长安斩首。石国王子联络新近崛起的阿拉伯帝国阿拔斯王朝，其派出东征军，在呼罗珊波斯人的协助下进攻高仙芝。天宝十年（751年），高仙芝领导的二万五千安西都护府军队在怛罗斯战役中败于阿拔斯王朝的东征军，被迫率数千残兵返回龟兹。之后高仙芝试图反攻，但因兵力不足作罢。唐帝国本身并没有失去领土，只是向西扩张的势头被迫停止，安西都护府的原有势力范围并没有受到大的影响，但安史之乱的爆发导致安西都护府大量士兵内调平叛并在内战中损失殆尽，安西都护府兵力空虚，从此逐渐失去了对中亚各王国的控制。

### 安史之乱
之后，高仙芝任武威郡太守、河西节度使、封密云郡公。755年后高仙芝入朝任右羽林大将军。
安史之乱初，他作为副元帅领军东征（荣王李琬挂名元帅）；因前线失利，高仙芝遂與退守下來的封常清制定退保潼关的戰略，一方面避敌之锋，同時等待各地駐軍前來援助，阻叛军进入西京长安。
唐玄宗因为安史之乱对各节度使心存芥蒂，于是派亲信宦官边令诚作为监军。边令诚能力不足，却处处干预高仙芝、封常清的军务，同时还索取贿赂。在遭到拒绝后，边遂诬陷“清以贼摇众，而仙芝弃陕地数百里，又盗减军士粮赐”。玄宗怀疑高仙芝把长安的兵马和太原的粮草集中在潼关的目的，於是将兩大名將高仙芝與封常清同時处死。高仙芝覺得冤枉，大声说：“我于京中召儿郎辈，虽得少许物，装束亦未能足，方与君辈破贼，然后取高官重赏。不谓贼势凭陵，引军至此，亦欲固守潼关故也。我若实有此，君辈即言实；我若实无之，君辈当言枉。”士兵皆呼冤枉，但边令诚不听。高仙芝又回頭看封常清屍體，曰：「封二，子從微至著，我則引拔子為我判官，俄又代我為節度使，今日又與子同死於此，豈命也夫！」言畢被殺。此消息撼動了唐軍，使安祿山有了再次坐大的可能。

## 评价
马尔克·奥莱尔·斯坦因认为高仙芝的功绩“可与欧洲史上翻越阿尔卑斯山之著名军事将领相提并论”，当时以“中国山岭之主”（Sahib jibal al-sin）闻名。至于怛逻斯之役的失败主要是因为长途行军，人困马乏，加之兵力本来就处于劣势的缘故。
他知人善任，天宝六年出征小勃律时任用了李嗣业与田珍为左右陌刀将。面对难以攻破的婆勒城，高仙芝命李嗣业“不午时须破此贼”，而李则率领步军从一绝险处登上山顶，向吐蕃军抛石，从而击溃了对方。封常清也是远征小勃律时由高仙芝提拔为节度判官的。
高仙芝亦有贪利之举，由此引发昭武九姓不满，是唐军败于大食的原因之一。《旧唐书》评价他“仙芝性贪”。

## 延伸阅读
[在维基数据编辑]
 《舊唐書·卷104》，出自刘昫《舊唐書》
 《新唐書·卷135》，出自《新唐書》